# Mennonisme en Uruguay
Le mennonisme en Uruguay est un mouvement mennonite en Uruguay, avec 1 409 membres en 2018.

## Histoire
Les mennonites historiques d'Uruguay ont une longue histoire de migrations. Ce sont les descendants des mennonites du delta de la Vistule qui ont migré entre 1789 et 1804 dans l'Empire russe et plus précisément l'actuelle Ukraine. Ils sont parfois regroupés sous la même confession de mennonites russes (en).
L'installation des mennonites en Uruguay commence en 1948, après les importants déplacements de populations mennonites de Prusse-Occidentale faisant suite à la Deuxième Guerre mondiale . La plupart de ces mennonites étaient dans des camps au Danemark entre 1945 et 1948. C'est le 27 octobre 1948 que le premier groupe de mennonites, composé de 750 individus (660 de Gdańsk et 90 du reste de la Pologne), arrive en Uruguay. En 1950, ils fondent la colonie El Ombú (en). Un deuxième groupe de mennonites composé de 429 personnes arrive le 19 octobre 1951 et fonde la colonie de Gartental. La même année, un contingent de 431 mennonites de Gdańsk s'installent à Montevideo. Ces colonies ont construit leurs propres écoles et les habitants vivent principalement de l'agriculture.

## Population
En 1986, l'Uruguay comptait 4 colonies de mennonites historiques comprenant 525 membres. Ils étaient 507 en 2003, 572 en 2009 et 607 en 2012. Toutefois, la majorité des mennonites du pays ne sont pas des mennonites d'origines germaniques mais des autochtones convertis. En 2012, le nombre total de mennonites était de 1 457 membres répartis dans 23 colonies. Tous ces nombres ne comptabilisent que les adultes baptisés. Selon un recensement publié en 2018 par la Conférence mennonite mondiale, le pays aurait 25 églises mennonites et 1,409 membres baptisés dans diverses confessions .

## Coutumes et croyances
Les mennonites d'Uruguay continuent de parler, pour la plupart, le Plautdietsch, un vieux dialecte allemand que leurs ancêtres ont développé au sein du delta de la Vistule. L'espagnol est maîtrisé par une partie des colons. Les mennonites convertis continuent de parler leur langue natale, généralement l'espagnol.
La plupart de ces mennonites sont relativement bien intégrés dans la société uruguayenne. Ils ont une forte tendance à se marier en dehors de la communauté mennonite par exemple, contrairement aux autres mennonites russes (en) d'Amérique du Sud installés en Argentine, en Bolivie ou encore du Paraguay (en).